# Lucien Jacob
Pour les articles homonymes, voir Jacob (homonymie).
Ne doit pas être confondu avec Lucien Jacob (résistant).
Lucien Jacob, né le 3 juillet 1930 à Beaune (Côte-d'Or) et mort le 28 novembre 2019 à Nuits-Saint-Georges, est un homme politique français.

## Biographie
Il est viticulteur, maire d'Échevronne et conseiller général du canton de Beaune-Nord de 1992 à 2004.

## Détail des fonctions et des mandats
Mandats parlementaires
- 6 mai 1978 - 22 mai 1981 : Député de la 3e circonscription de la Côte-d'Or
- 16 mars 1986 - 14 mai 1988 : Député de la Côte-d'Or